# نوباء
النوباء أو الرَّدِيغَة أو الترناريا (الاسم العلمي: Alternaria) هي جنس من الفطريات تتبع الفصيلة البوغيانية من رتبة البوغيانيات.

## أنواع النوباء
- نوباء تفاحية
- نوباء ثومية
- نوباء جزرية
- نوباء حزيمية
- نوباء خيارية
- نوباء زيتية
- نوباء فربيونية
- نوباء قمحية
- نوباء كبيرة الأبواغ
- نوباء متغضنة
- نوباء متناوبة
- نوباء ناحلة
- نوباء وحلية
- نوباء يابانية
- نوباء أنيقة
- نوباء أوريغونية
- نوباء بحرية
- نوباء بستانية
- نوباء بنفسجية
- نوباء خيرية
- نوباء رباطية
- نوباء سمسمية
- نوباء سميكة
- نوباء كبيرة
- نوباء كتانية
- نوباء كراثية
- نوباء كرمية
- نوباء مدارية
- نوباء منقارية
- نوباء نبيلة
- نوباء نيوزيلندية
- نوباء وردية
- نوباء وسادية